# Guy Trosper
Guy Trosper est un scénariste américain, né le 27 mars 1911 à Lander (Wyoming) et décédé d'une crise cardiaque le 19 décembre 1963 à Los Angeles (Californie).

## Biographie
Guy W. Trosper débute dans le cinéma comme lecteur de scénario chez Metro-Goldwyn-Mayer. Sa carrière de scénariste débute pendant la guerre où il travaille pour des films de propagande de la First Motion Picture Unit avec les scénaristes Irving Wallace, Walter Doniger, Joel Malone, Malvin Wald, Alfred Lewis Levitt. Sa carrière décolle avec le scénario de Un homme change son destin, un film de baseball avec James Stewart, qui obtient un grand succès populaire. Dans les années 1950 et 1960, il écrit pour Elvis Presley le scénario du Rock du bagne, coécrit avec Calder Willingham le scénario de La Vengeance aux deux visages de Marlon Brando, écrit et produit Le Prisonnier d'Alcatraz de John Frankenheimer. Son dernier scénario coécrit avec Paul Dehn est l'adaptation du roman de John Le Carré : L'Espion qui venait du froid réalisé par Martin Ritt en 1965.

## Filmographie
- 1941 : I'll Wait for You, de Robert B. Sinclair
- 1942 : Carrefours (Crossroads), de Jack Conway
- 1942 : Girl Trouble, d'Harold D. Schuster
- 1942 : Les Yeux dans les ténèbres (Eyes in the Night), de Fred Zinnemann
- 1945 : La Vraie Gloire (The True Glory), de Garson Kanin
- 1949 : Un homme change son destin (The Stratton Story) de Sam Wood
- 1950 : La Porte du diable (Devil's Doorway), d'Anthony Mann
- 1951 : Inside Straight, de Gerald Mayer
- 1952 : The Pride of St. Louis, d'Harmon Jones
- 1954 : The Steel Cage (en), de Walter Doniger
- 1955 : Rendez-vous sur l'Amazone (The Americano), de William Castle
- 1955 : L'Aventure fantastique (Many Rivers to Cross), de Roy Rowland
- 1956 : The Girl He Left Behind, de David Butler
- 1957 : Le Rock du bagne (Jailhouse Rock) de Richard Thorpe
- 1958 : Les commandos passent à l'attaque (Darby's Rangers), de William A. Wellman
- 1959 : Caravane vers le soleil (Thunder in the Sun), de Russell Rouse
- 1961 : La Vengeance aux deux visages (One-Eyed Jacks), de Marlon Brando
- 1962 : Le Prisonnier d'Alcatraz (Birdman of Alcatraz), de John Frankenheimer
- 1965 : Daglarin Oglu, de Yılmaz Atadeniz (scénario tiré d'One-Eyed Jacks)
- 1965 : L'Espion qui venait du froid (The Spy Who Came in from the Cold), de Martin Ritt, Prix Edgar-Allan-Poe du meilleur scénario